# Landschaftsschutzgebiet Östliches Lipper Bergland

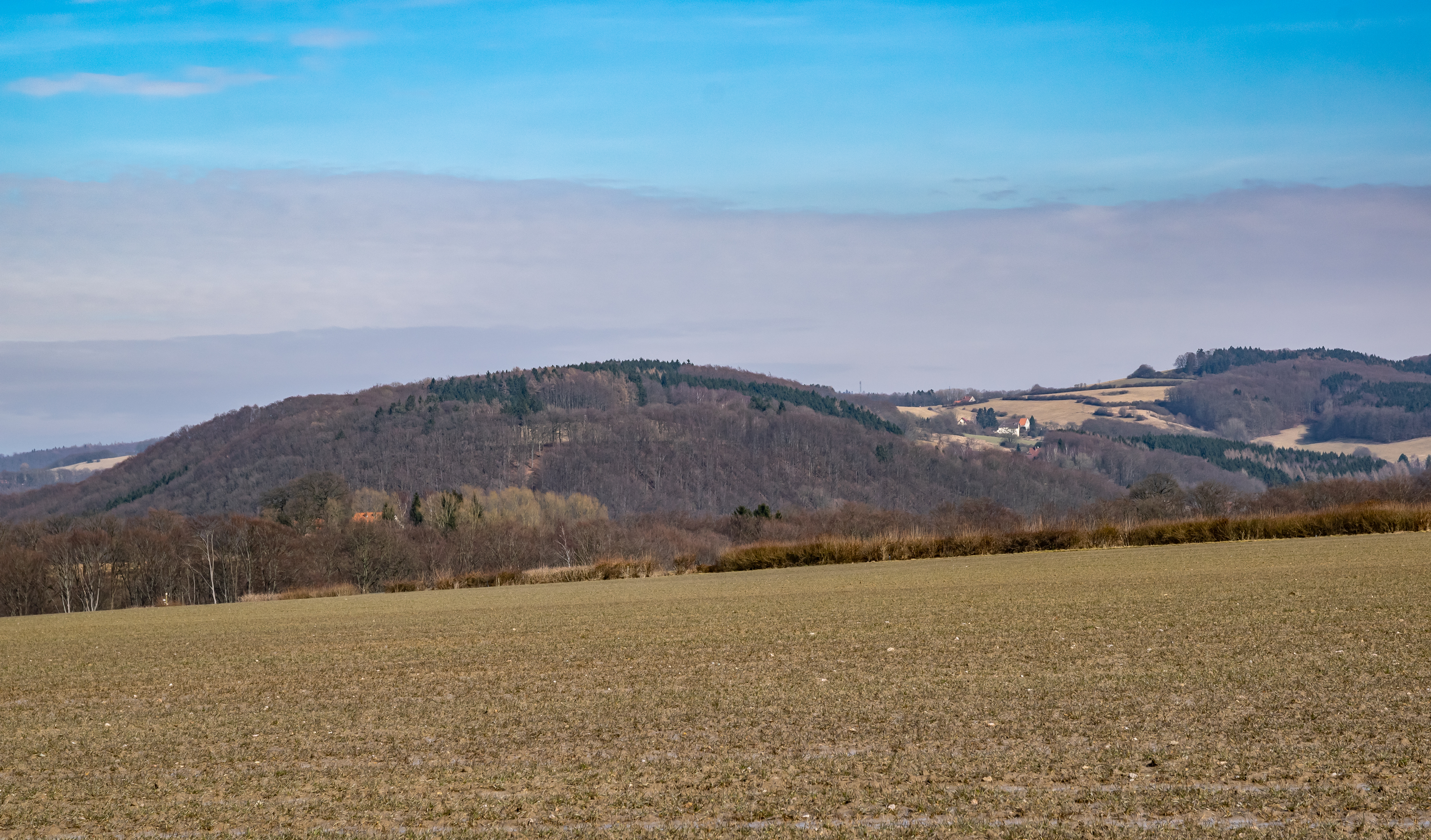
Landschaftsschutzgebiet Östliches Lipper Bergland; Blick Richtung Almener Berg/Holzberg

Das Landschaftsschutzgebiet Östliches Lipper Bergland mit etwa 6.956 ha mit Flächengröße liegt im Gemeindegebiet von Extertal. Es wurde 2007 mit dem Landschaftsplan Nr. 5 Extertal durch den Kreistag des Kreises Lippe erstmals als Landschaftsschutzgebiet (LSG) ausgewiesen.

## Beschreibung
Das LSG umfasst die Bereiche der Gemeinde Extertal außerhalb von bebauten Gebieten und anderen Schutzgebieten. Im Schutzgebiet liegen hauptsächlich Wälder, Äcker und Grünland. Auch einzelne Gewässer liegen im LSG. Das LSG geht vielfach bis an die Gemeindegrenze.

## Schutzzwecke für das LSG
Laut Landschaftsplan erfolgte die Ausweisung des LSG
- „zur Erhaltung und Wiederherstellung der Leistungsfähigkeit des Naturhaushaltes mit seinen vielfältigen Funktionen Wasserschutz, Klimaschutz, Bodenschutz, Biotop- und Artenschutz,“
- „zur Erhaltung der Nutzungsfähigkeit der Naturgüter,“
- „zur Erhaltung und Entwicklung des für den Planungsraum typischen Landschaftsbildes mit seinen prägenden Tälern, naturnahen Waldbeständen, geomorphologischen Ausprägungen und gliedernden und belebenden Elementen,“
- „zur Erhaltung und Sicherung der besonderen Bedeutung des Planungsraumes für die Erholung.“[1]